# Szetibhor
Szetibhor (st-ỉb-ḥrw) ókori egyiptomi királyné volt az V. dinasztia végén, nagy valószínűséggel Dzsedkaré Iszeszi felesége. Szakkarai piramisa, mely Dzsedkaré piramisa mellett áll, régóta ismert volt, de a tulajdonos nevére csak 2019-ben derült fény, mikor megtalálták egy vörösgránit oszlopra felírva. A királyné jellegzetes óbirodalmi királynéi címeket viselt: az „aki látja Hóruszt és Széthet”, „a jogar úrnője”, „nagy tiszteletben álló” és „a király szeretett felesége” címeket. A királyné neve korábban nem volt ismert.
Szetibhor piramiskomplexuma az egyik legkorábbi dél-szakkarai piramis az V. dinasztia korából, egyben a legnagyobb piramiskomplexum, ami királyné számára épült az Óbirodalom idején. Halotti templomát olyan építészeti jellegzetességek jellemzik, amelyek az Óbirodalom idején csak királysíroknál fordultak elő, többek közt két pálmaoszlop, valamint a vörösgránit használata. Mindez arra utal, Szetibhor talán segítette férje trónra kerülését.

## Fordítás
- Ez a szócikk részben vagy egészben  a   Setibhor című angol Wikipédia-szócikk ezen változatának fordításán alapul.  Az eredeti cikk szerkesztőit annak laptörténete sorolja fel. Ez a jelzés csupán a megfogalmazás eredetét és a szerzői jogokat jelzi, nem szolgál a cikkben szereplő információk forrásmegjelöléseként.